# 1606 au théâtre
| Années du théâtre : 1603 - 1604 - 1605 - 1606 - 1607 - 1608 - 1609    |
| Décennies du théâtre : 1570 - 1580 - 1590 - 1600 - 1610 - 1620 - 1630 |

## Événements
- 14 novembre : création de la comédie Le Théâtre de Neptune en la Nouvelle-France de Marc Lescarbot, sur les flots de l'habitation de Port-Royal (Canada) pour fêter le retour d'exploration de Jean de Poutrincourt. Considérée comme la première représentation théâtrale en Amérique du Nord, la pièce, accompagnée d'un intermède maritime où les « sauvages » parlent en français et les tritons en patois gascon, est interprétée par les colons restés à Port-Royal ainsi que par des Indiens Micmacs.

## Pièces de théâtre publiées
- Antoine de Montchrestien, Les Tragédies, Niort, Jacques Vaultier, 395 p. (Lire en ligne).
- Jacques Ovyn, Thobie, tragi-comédie nouvelle, tirée de la S. Bible ... Dédiée à Madame du Roulet, Rouen, Raphaël du Petit Val, 36 feuillets (Lire en ligne).
- Nicolas Soret, La Ceciliade, ou Martyre sanglant de saincte Cecile, patrone des musiciens ... avec les choeurs mis en musique par Abraham Blondet, tragi-comédie avec des chœurs, Paris, Pierre Rezé, 16-90 p. (Lire en ligne).

## Pièces de théâtre représentées
- printemps : Volpone ou le Renard, comédie de Ben Jonson, Londres, Théâtre du Globe.
- 26 décembre : Le Roi Lear, tragédie de William Shakespeare, Londres, Palais de Whitehall, en présence du roi Jacques Ier d'Angleterre et de la cour.
- Antoine et Cléopâtre, tragédie de William Shakespeare, est représentée entre 1606 et 1608 à Londres par la troupe des King's Men.
- Alceste ou la Fidélité et Alphée ou la Justice d'amour, pastorales d'Alexandre Hardy.
- La Tragédie du vengeur (The Revenger's Tragedy), tragédie de vengeance, Londres, par les King's Men (attribuée à Thomas Middleton après l'avoir longtemps été à Cyril Tourneur).
- The Wonder of Women (en), tragédie de John Marston, Londres, Blackfriars Theatre.

## Naissances
- février : William D'Avenant, poète et dramaturge anglais, mort le 7 avril 1668.
- 6 juin : Pierre Corneille, auteur dramatique français, mort le 1er octobre 1684.
- 23 septembre : Jacob Masen, prêtre jésuite allemand, théologien et dramaturge, auteur de pièces pour le théâtre jésuite, mort le 27 septembre 1681.
- 13 novembre : Giacinto Andrea Cicognini, écrivain, dramaturge et librettiste italien, mort vers 1650.

- Date précise non connue :
  - William Cartwright, acteur anglais, mort le 17 décembre 1686.
  - Jonker Frederico Cornelio de Conincq, noble d'Anvers, auteur de pièces de théâtre pour De Violieren, une des chambres de rhétorique d'Anvers, mort en 1649.

## Décès
- 18 novembre : John Lyly, écrivain et dramaturge anglais, né vers 1554.